# 澳大利亚襞蛤
，是莺蛤目猫爪蛤科Plicatula属的一种。主要分布于越南、韩国、中国大陆、台湾，常栖息在潮间带至潮下带。